# Victoria (Seychellen)
Victoria (ook wel Port Victoria of Mahé) is de hoofdstad van de Seychellen en is gelegen op de noordoostelijke zijde van het eiland Mahé op 4°37' zuiderbreedte en 55°27' oosterlengte. Het bevolkingsaantal bedroeg 24.701 in 2014, wat ongeveer een derde van de bevolking van de Seychellen is. De stad is als de residentie van het Brits koloniaal bestuur gesticht.
De export van Victoria bestaat grotendeels uit vanille, kokosnoten, kokosnootolie, schildpaddenschilden, zeep en guano.

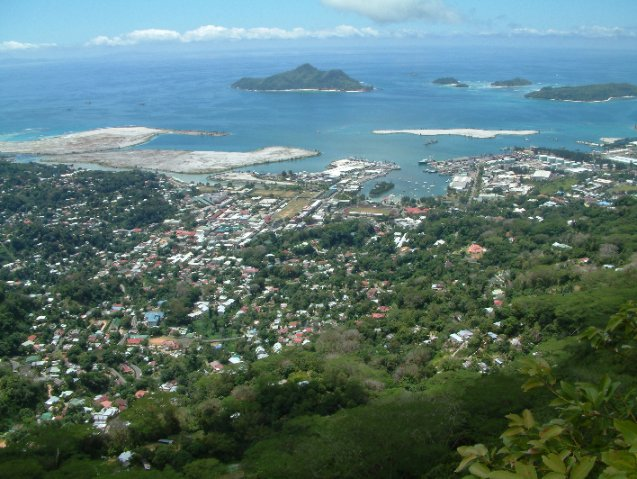
Victoria
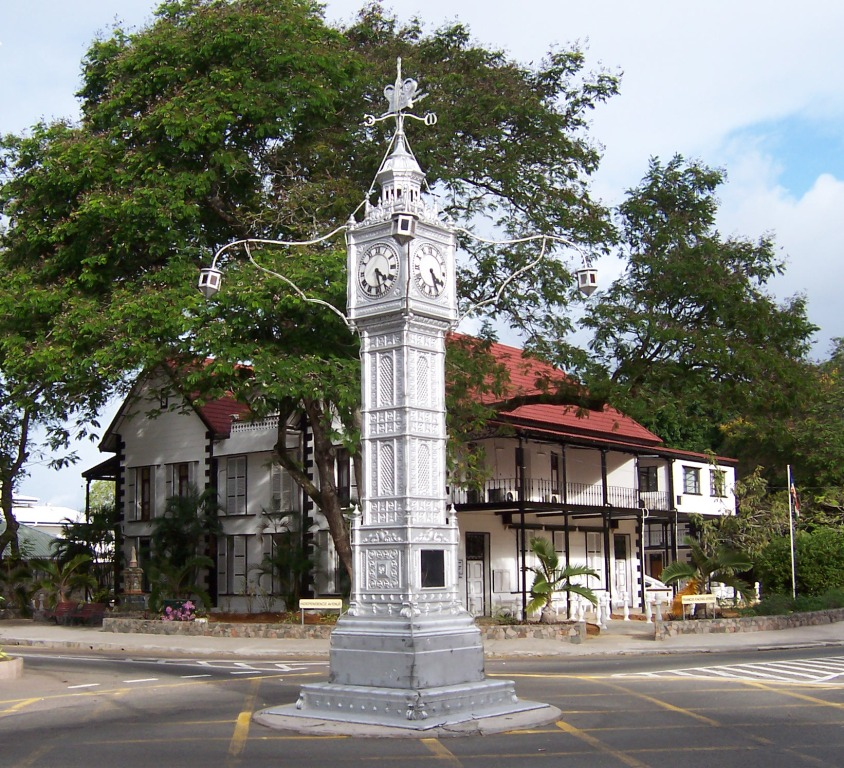
De klokkentoren

Bezienswaardigheden in de stad omvatten:
- een monument naar voorbeeld van de Big Ben in Londen
- het gerechtsgebouw
- de Victoria botanische tuinen
- het Victoria Nationaal museum voor de geschiedenis
- het Victoria nationaal natuurhistorisch museum
- de Sir Selwyn-Clarke Market

De stad is tevens de thuisbasis van het nationaal stadion en een polytechnisch instituut. De binnenhaven ligt direct ten oosten van de stad, rond welke tonijn- en andere visserij en inblikken een grote lokale economische betekenis hebben.
De stad heeft een vliegveld, Aéroport de la pointe Larue, dat in 1971 werd voltooid. Een grote brug in Victoria werd vernietigd tijdens de tsunami ten gevolge van de aardbeving in de Indische Oceaan in 2004.